# قاپ‌زنی (مجموعه تلویزیونی)
قاپ‌زنی یک مجموعه تلویزیونی کمدی درام جنایی است که بر اساس فیلمی به همین نام ساخته شده است و در ۱۶ مارس ۲۰۱۷ در کراکل پخش شد. این سریال توسط الکس دی راکوف ساخته شده است و بازیگرانی چون لوک پاسکالینو، روپرت گرینت، لوسین لاویسکونت، فیبی داینور، جولیت اوبری، مارک وارن، استفانی لئونیداس، تامر حسن و داگری اسکات در آن به ایفای نقش پرداخته‌اند.

## مقدمه
قاپ‌زنی گروهی از کلاهبرداران جوان را دنبال می‌کند که خود را با کامیونی مملو از شمش های طلای سرقتی می بینند و به زودی درگیر دنیای جنایات سازمان یافته می شوند.

## نقد
فصل اول در ابتدای پخش با واکنش‌های متفاوت تا منفی منتقدان مواجه شد. در وب‌سایت نقد و بررسی راتن تومیتوز، این سریال دارای ۳۳ درصد محبوبیت با میانگین امتیاز ۴.۶۱ از ۱۰ بر اساس ۱۵ بررسی است. اجماع انتقادی این وب‌سایت می‌گوید: «قاپ‌زنی» شما را جذب نمی‌کند. متاکریتیک، که از میانگین وزنی استفاده می‌کند، بر اساس ۱۰ منتقد، امتیاز ۵۵ از ۱۰۰ را به این مجموعه تلویزیونی اختصاص داده است که نشان‌دهنده «نقدهای متوسط» است.